# Asplenium reekmansii
Asplenium reekmansii är en svartbräkenväxtart som beskrevs av Pichi-serm. Asplenium reekmansii ingår i släktet Asplenium och familjen Aspleniaceae. Inga underarter finns listade.